# Dál Riata
Dál Riata či též Dál Riada nebo Dalriada (staroirsky „Riatův díl“) bylo gaelské království na území dnešního Skotska existující v 6.–9. století, silně kulturně ovlivněné kolonizačním výsadkem z Irska, k němuž dle legend došlo kolem roku 500. O velikosti tohoto výsadku a o tom, zda jeho součástí byla i královská dynastie (s prvním králem Fergusem Mórem), se vedou spory. Nicméně jazyk těchto irských osadníků v oblasti převládl a položil základ skotské gaelštině (zatímco starší obyvatelstvo mluvilo keltskými jazyky bližšími dnešní velštině). Centrem království bylo hradiště Dunadd v oblasti Argyll.

## Dějiny

### Prameny

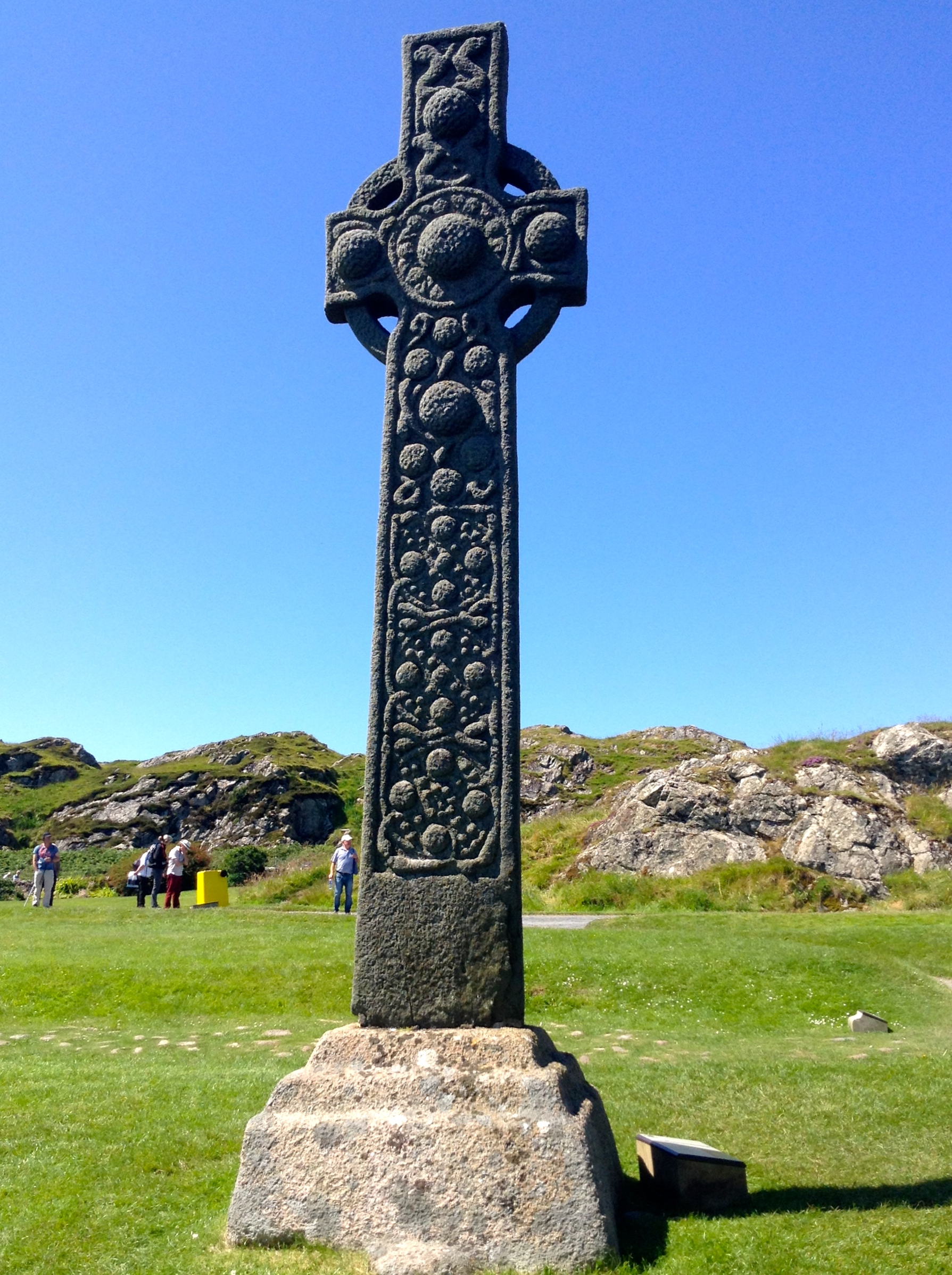
Keltský kříž sv. Martina na Ioně

Základním historickým pramenem je kronika Senchus fer n-Alban (Historie mužů Skotska) z 10. století, která je ale založena na originále ze 7. století, tedy z doby existence království. Podle tohoto dokumentu se království, jehož celá společenská struktura byla založena na námořnictví (neboť ostatně cestování v Argyllu bylo snadnější po vodě až do 20. století), dělilo na čtyři klanové (cenél) oblasti:
- Cenél nGabráin
- Cenél Loairn
- Cenél nOengusa
- Cenél Comgaill

Centrem vzdělanosti byl patrně klášter na ostrově Iona (zakladatelem toho kláštera – který se později proslavil např. Knihou z Kellsu, částečně tam sepsanou v 8. století – byl sv. Kolumba, jenž sehrál velkou roli při šíření křesťanství v severním Skotsku, když za tím účelem dostal ostrov Iona k dispozici od krále Conalla mac Comgailla), přičemž mnozí historikové se domnívají, že spisy zde sepsané (dnes nedochované) byly později zdrojem textů dochovaných v Irsku, jako například Tigernachových análů – v nich se totiž vyskytuje nápadně mnoho zmínek o království Dál Riata.

### Vývoj

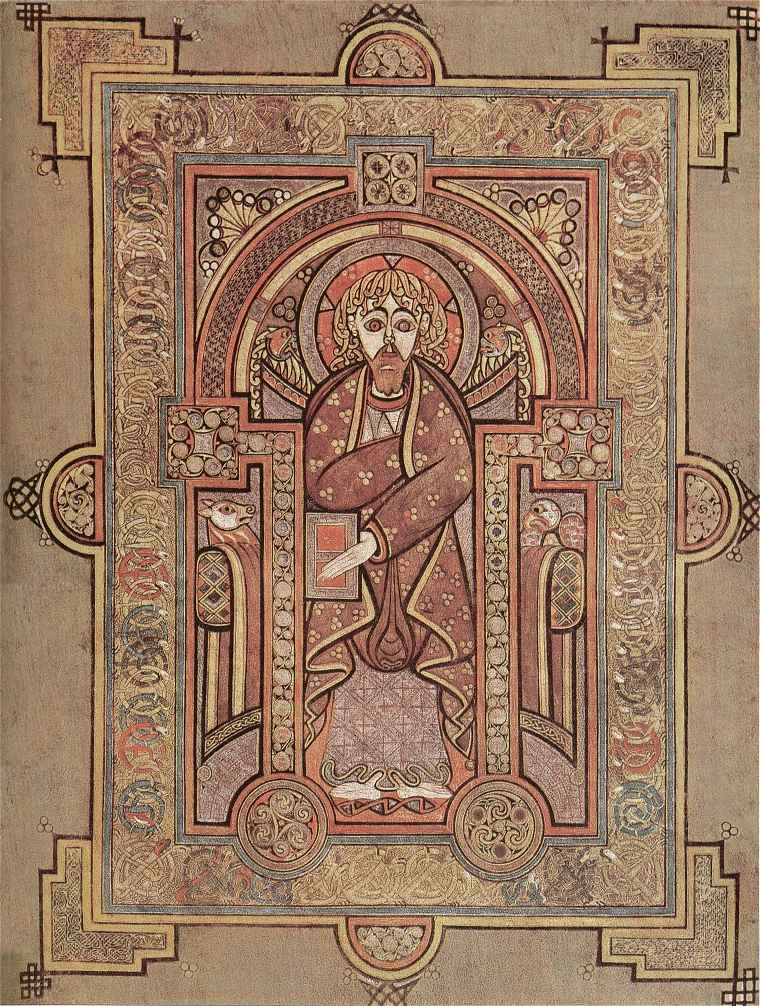
Kniha z Kellsu (fol. 28v, zobrazující evangelistu sv. Matouše) – příklad vrcholného keltského/gaelského umění, vzešlého z prostoru Dál Riaty

Od 6. století bylo království jednou z hlavních mocností severu Británie a zpočátku ovládalo i některá území v Irsku (království Ulaid, zhruba pozdější území Antrimu). Král Aédán mac Gabráin (574–608), prý rozšířil moc království severně až na Orkneje a směrem na jih na ostrov Man. Byl to také on, kdo zatlačil Pikty na východ a porazil Britony. Jeho postup zastavili až Anglové roku 603 v bitvě u Degsastanu. 
Aédánův vnuk Domnall Brecc (629–642) však ztratil všechna irská území a i mnohá území ve Skotsku. Zemřel v prohrané bitvě u Strathcarronu. Někteří historikové se domnívají, že poté se načas dostalo království pod nadvládu Northumbrie. Podle jiných zuřila v království občanská válka, z níž nakonec vzešel vítězně kolem roku 697 nový král Ferchar Fota. Dosti spornou je otázka, jak království vycházelo s Pikty, kteří žili na východ od Dál Riaty. Někteří historici soudí, že Piktové postupně Dál Riatu ovládli, jiní naopak tvrdí, že dalriadská dynastie Pikty ovládala. Jisté je, že roku 736 Piktové, vedeni Óengusem, provedli velký útok na Dunadd, patrně značně úspěšný. 
Roku 794 došlo k prvnímu útoku vikingů na Dál Riatu. Aby rostoucímu tlaku vikingů šlo čelit, sloučilo se v 9. století království Dál Riata s královstvím Piktů a vzniklo tak království Alba. Jeho prvním králem byl Cinead mac Ailpín neboli Kenneth I. (843–858). Datum jeho nástupu na trůn lze považovat za datum konce království Dál Riata. Nicméně, ačkoli není jasné jakým procesem, Alba se časem značně gaelizovala a piktský vliv se z ní postupně vytratil (je to patrné zejména na jazykovém vývoji), v tomto smyslu tedy Alba navazuje mnohem více na království Dál Riata, jež tak mnozí skotští historici považují za jádro skotské státnosti.